# Petr Burian (herec)
Petr Burian (* 17. února 1945 Příbram) je český herec, básník a bývalý československý politik, po sametové revoluci poslanec Sněmovny národů Federálního shromáždění za Občanské fórum, po zjištění jeho spolupráce se Státní bezpečností vytlačen z Občanského fóra, nezařazený poslanec.

## Biografie
V letech 1962–1964 studoval Akademii múzických umění v Praze (její divadelní fakultu – DAMU). V 80. letech se zapojil do opozičních aktivit, publikoval v samizdatu (básnickou prvotinu Úzkost vydala v roce 1981 a 1983 Česká expedice). 12. října 1989 byl propuštěn z Krajského divadla v Kolíně. Při nezávislé demonstraci totiž přečetl svůj projev na Staroměstském náměstí v Praze.
Zapojil se pak do sametové revoluce. Ve volbách roku 1990 zasedl do české části Sněmovny národů Federálního shromáždění (volební obvod Středočeský kraj) za OF. 22. března 1991 byla na 14. schůzi FS zveřejněna jména 10 poslanců FS, kteří měli být registrováni coby spolupracovníci StB. Byl mezi nimi i Burian. Poté, co bylo jeho jméno uvedeno mezi spolupracovníky komunistické Státní bezpečnosti, byl vytlačen z OF a zasedal jako nezařazený poslanec. Ve Federálním shromáždění setrval do voleb roku 1992.
Burian se svým označením za agenta StB nesouhlasil a obrátil se na soud, ten ale po pěti letech shledal, že se Státní bezpečností skutečně vědomě spolupracoval. Vázací akt měl proběhnout koncem roku 1989, 4. října 1989, tedy těsně před pádem komunistického režimu. Krycí jméno SOKRATES. Měl Státní bezpečnosti pomoci odhalit aktivity amerických tajných služeb a získal kontakty na Václava Havla a Václava Bendu. Paradoxně na přelomu let 1989–1990 patřil Burian coby aktivista Občanského fóra mezi členy skupiny, která prosadila zrušení StB a sám Burian toto rozhodnutí tlumočil ministru vnitra Richardu Sacherovi. V parlamentu byl členem Vyšetřovací komise pro objasnění událostí 17. listopadu 1989. Na členství v komisi rezignoval po odhalení své spolupráce s StB.
Působil jako herec a je básník. Básně publikuje i v Srbsku.

## Filmografie

### Filmy
- Zítra vstanu a opařím se čajem, 1977, role: důstojník
- Anděl s ďáblem v těle, 1983, role: tajný Poša
- Příliš velká šance, 1984, role: strážmistr VB
- Zkouškové období, 1990, role: Ing. Matějka, otec Martiny[10][Pozn. 1]

## Básnické sbírky
- Úzkost, 1983, 1999
- Básně bez sametu, 1995
- Stále stejné zdi, 1995
- Úsvit přichází slzami, 1999
- Před prahem mlčení, 2000
- Nedokončené svědectví
- To karmické?... 2005
- I v obezdění šance, 2014
- Okamžiky, 2019
- Ještě se nebe hýbe, 2022[11][12]